# André Gaboriaud
André Gaboriaud (* 1. Mai 1895 in Gémozac; † 23. November 1969 in Meschers-sur-Gironde) war ein französischer Florettfechter.

## Karriere
André Gaboriaud nahm an den Olympischen Spielen 1928 in Amsterdam im Mannschaftswettbewerb des Florettfechtens teil. Mit der französischen Equipe, zu der neben ihm noch Philippe Cattiau, Roger Ducret, Raymond Flacher, Lucien Gaudin und André Labatut gehörten, erreichte er die Finalrunde, die vor Argentinien und hinter Italien auf dem Silberrang abgeschlossen wurde.